# Lijst van voetbalinterlands Albanië - Zwitserland
Deze lijst van voetbalinterlands is een overzicht van alle officiële voetbalwedstrijden tussen de nationale teams van Albanië en Zwitserland. De landen hebben tot op heden zeven keer tegen elkaar gespeeld. De eerste ontmoeting, een kwalificatiewedstrijd voor het Wereldkampioenschap voetbal 1966, was in Tirana op 11 april 1965. Het laatste duel, een groepswedstrijd tijdens het Europees kampioenschap voetbal 2016, vond plaats op 11 juni 2016 in Lens (Frankrijk).

## Wedstrijden
| № | Plaats | Datum             | Competitie           | Wedstrijd             | Uitslag |
| - | ------ | ----------------- | -------------------- | --------------------- | ------- |
| 1 | Tirana | 11 april 1965     | WK 1966 kwalificatie | Albanië − Zwitserland | 0 − 2   |
| 2 | Genève | 2 mei 1965        | WK 1966 kwalificatie | Zwitserland − Albanië | 1 − 0   |
| 3 | Tirana | 12 oktober 2002   | EK 2004 kwalificatie | Albanië − Zwitserland | 1 − 1   |
| 4 | Genève | 11 juni 2003      | EK 2004 kwalificatie | Zwitserland − Albanië | 3 − 2   |
| 5 | Luzern | 11 september 2012 | WK 2014 kwalificatie | Zwitserland − Albanië | 2 − 0   |
| 6 | Tirana | 11 oktober 2013   | WK 2014 kwalificatie | Albanië − Zwitserland | 1 − 2   |
| 7 | Lens   | 11 juni 2016      | EK 2016              | Albanië − Zwitserland | 0 − 1   |

## Samenvatting
| Competitie      | Totaal gespeeld | Winst Albanië | Gelijk | Winst Zwitserland | Doelsaldo Albanië – Zwitserland |
| --------------- | --------------- | ------------- | ------ | ----------------- | ------------------------------- |
| WK-kwalificatie | 4               | 0             | 0      | 4                 | 1 − 7                           |
| EK-eindronde    | 1               | 0             | 0      | 1                 | 0 − 1                           |
| EK-kwalificatie | 2               | 0             | 1      | 1                 | 3 − 4                           |
| Totaal          | 7               | 0             | 1      | 6                 | 4 − 12                          |

Wedstrijden bepaald door strafschoppen worden, in lijn met de FIFA, als een gelijkspel gerekend.

## Details

### Eerste ontmoeting
| WK 1966 kwalificatie (Tirana, Albanië, 11 april 1965): |       |                                        |
| Albanië                                                | 0 – 2 | Zwitserland                            |
|                                                        | goals | 33' René Quentin 90' (pen.) Jakob Kuhn |

### Tweede ontmoeting
| WK 1966 kwalificatie (Genève, Zwitserland, 2 mei 1965): |       |         |
| Zwitserland                                             | 1 – 0 | Albanië |
| Jakob Kuhn 10' (pen.)                                   | goals |         |

### Derde ontmoeting
| EK 2004 kwalificatie (Tirana, Albanië, 12 oktober 2002): |       |                 |
| Albanië                                                  | 1 – 1 | Zwitserland     |
| Edvin Murati 78'                                         | goals | 37' Murat Yakin |

### Vierde ontmoeting
| EK 2004 kwalificatie (Lancy, Zwitserland, 11 juni 2003):    |       |                                       |
| Zwitserland                                                 | 3 – 2 | Albanië                               |
| Bernt Haas 13' Alexander Frei 32' Ricardo Cabanas 71'       | goals | 23' Altin Lala 86' (pen.) Ervin Skela |
| - Debuut van Lorik Cana (Paris Saint-Germain) voor Albanië. |       |                                       |

### Vijfde ontmoeting
| WK 2014 kwalificatie (Luzern, Zwitserland, 11 september 2012): |       |         |
| Zwitserland                                                    | 2 – 0 | Albanië |
| Xherdan Shaqiri 23' Gökhan Inler 68' (pen.)                    | goals |         |
| - Debuut van Josip Drmić (FC Zürich) voor Zwitserland.         |       |         |

### Zesde ontmoeting
| WK 2014 kwalificatie (Tirana, Albanië, 11 oktober 2013):                                                                                             |              | |
| Albanië | 1 – 2        | Zwitserland |
| Hamdi Salihi 89' (pen.) | goals        | 48' Xherdan Shaqiri 78' Michael Lang |
| Gianni De Biasi | bondscoach   | Ottmar Hitzfeld |
| Etrit Berisha Andi Lila Lorik Cana Ansi Agolli Ervin Bulku Mërgim Mavraj Shkëlzen Gashi 55' Hamdi Salihi Ergys Kaçe Valdet Rama 85' Amir Abrashi 64' | opstellingen | Diego Benaglio Steve von Bergen Michael Lang Gökhan Inler 89' Haris Seferovic Granit Xhaka Valon Behrami Ricardo Rodríguez 68' Valentin Stocker Fabian Schär 53' Xherdan Shaqiri |
| Odise Roshi 55' Jahmir Hyka 64' Agon Mehmeti 85' | wissels      | 53' Admir Mehmedi 68' Gelson Fernandes 89' Blerim Džemaili |
| Shkëlzen Gashi 19' Lorik Cana 48' | gele kaarten | 57' Steve von Bergen 81' Fabian Schär 88' Diego Benaglio |

### Zevende ontmoeting
| EK 2016 (Lens, Frankrijk, 11 juni 2016): |              | |
| Albanië | 0 – 1        | Zwitserland |
| | goals        | 5' Fabian Schär |
| Gianni De Biasi | bondscoach   | Vladimir Petković |
| Etrit Berisha Ansi Agolli Mërgim Mavraj Lorik Cana Elseid Hysaj Taulant Xhaka 62' Burim Kukeli Amir Abrashi Ermir Lenjani Armando Sadiku 82' Odise Roshi 74' | opstellingen | Yann Sommer Ricardo Rodríguez Johan Djourou Fabian Schär Stephan Lichtsteiner Granit Xhaka 76' Blerim Džemaili Valon Behrami 62' Admir Mehmedi Haris Seferović 88' Xherdan Shaqiri |
| Ergys Kaçe 62' Sokol Cikalleshi 74' Shkëlzen Gashi 82' | wissels      | 62' Breel Embolo 76' Fabian Frei 88' Gelson Fernandes |
| Lorik Cana 23' Ergys Kaçe 63' Burim Kukeli 89' Mërgim Mavraj 90+2'                                                                                           | gele kaarten | 13' Fabian Schär 67' Valon Behrami |
| Lorik Cana 23', 36' | rode kaarten | |